# Лука на Јихлави
Лука на Јихлави (чеш. Luka nad Jihlavou) је насељено мјесто са административним статусом варошице (чеш. městys) у округу Јихлава, у крају Височина, Чешка Република.

## Становништво
Према подацима о броју становника из 2014. године насеље је имало 2.782 становника.